# Iranoraphidia wittmeri
Iranoraphidia wittmeri is een kameelhalsvliegensoort uit de familie van de Raphidiidae. De soort komt voor in Iran.
Iranoraphidia wittmeri werd voor het eerst wetenschappelijk beschreven door H. Aspöck & U. Aspöck in 1970.